# Система автоматизованого проєктування і розрахунку збагачувальних фабрик
Система автоматизованого проєктування і розрахунку збагачувальних фабрик (САПР ЗФ).
Призначення САПР ЗФ полягає в зниженні вартості будівництва збагачувальних і агломераційних фабрик, підвищенні якості проєктно-кошторисної документації, підвищенні продуктивності праці проєктувальників, скороченні термінів розробки проєктів, удосконалюванні процесів проєктування. Найбільш повно і комплексно задачі побудови САПР збагачувальних фабрик вирішені в системі САПР-Вугілля, що реалізує більшість з перерахованих функцій підсистем. Інший пакет прикладних програм – Автоматизований комплекс розрахунків якісно-кількісних показників технологічних схем вуглезбагачувальних фабрик (АРТС-ЗФ) застосовується при розробці документації на стадії «проєкт» по нових, діючих і у стадії реконструкції вуглезбагачувальних фабриках, при обґрунтуванні технології переробки вугілля і при технологічних розрахунках по визначенню якісно-кількісних характеристик переробки. Враховуються задані показники і параметри роботи технологічного обладнання. Розрахунок варіантів технологічних схем збагачувальних фабрик виробляється відповідно до заданої вихідної інформації про технологічні операції. Передбачено визначення балансу продуктів збагачення. Пакет знаходить широке застосування при проєктуванні промислових підприємств. Становлять інтерес і алгоритми аналізу і синтезу технологічних схем збагачення вугілля, призначені для вибору на стадії ТЕО оптимальної технології збагачення. Досвід використання систем САПР показав їхню високу ефективність і зручність практичного застосування. 